# Novoaidar
Novoaidar (em ucraniano e russo: Новоайдар) é um assentamento do tipo urbano e o centro administrativo de facto do Raion de Shchastia, no oblast de Lugansk, na região de Donbas, no leste da Ucrânia, localizado a leste de Severodonetsk. Tem uma população estimada de 7.773 habitantes (estimativa de 2022).
Até julho de 2020, Novoaidar serviu como o centro do Raion de Novoaidar, na Ucrânia. Como parte da reforma de 2020 das divisões administrativas da Ucrânia, o número de raions (distritos) no oblast de Lugansk foi reduzido para seis e o Raion de Shchastia foi criado.

A partir de 2014, durante a guerra em Donbas, o assentamento permaneceu sob controle do governo ucraniano (ao contrário de muitos outros lugares no oblast de Lugansk). No entanto, pouco mais de uma semana após o início da invasão da Ucrânia pela Rússia em 2022, foi tomado pelas forças russas, em 3 de março.